# Nycteridopsylla pentactena
Nycteridopsylla pentactena är en loppart som först beskrevs av Friedrich Anton Kolenati 1856.  Nycteridopsylla pentactena ingår i släktet Nycteridopsylla och familjen fladdermusloppor. Inga underarter finns listade i Catalogue of Life.